# Jean Carmet, la liberté d'abord
Pour plus de détails, voir Fiche technique et Distribution.
Jean Carmet, la liberté d'abord est un film documentaire français réalisé par Pierre Tchernia et sorti en 1997.
C'est un portrait de Jean Carmet (1920-1994), diffusé en avril 1997 sur Canal+. C'est le dernier documentaire réalisé par Pierre Tchernia.

## Synopsis
Cette histoire raconte Jean Carmet sur sa biographie.

## Fiche technique
- Réalisation : Pierre Tchernia
- Scénario : Jean-Pierre Coffe, Catherine Grello
- Date de première diffusion : avril 1997

## Distribution
- Jean Carmet (images d'archive)
- Jean-Claude Carrière
- Gérard Depardieu
- Daniel Gélin
- Pierre Richard
- Yves Robert
- Francis Veber